# Лифановы
Лифановы — деревня в Юрьянском районе Кировской области в составе Загарского сельского поселения.

## География
Находится на расстоянии примерно 21 километр на север-северо-восток от поселка Мурыгино.

## История
Известна с 1764 года как починок Зобнинский 2-й с 20 жителями. В 1873 в деревне отмечено дворов 12 и жителей 77, в 1905 10 и 84, в 1926 13 и 59, в 1950 11 и 35, в 1989 оставался 1 постоянный житель . Деревня ныне имеет дачный характер.

## Население
Постоянное население  составляло 4 человека (русские 100%) в 2002 году, 0 в 2010.